# Fasciclia
Fasciclia is een geslacht van neteldieren uit de klasse van de Anthozoa (bloemdieren).

## Soorten
- Fasciclia lobata Janes, 2008
- Fasciclia ofwegeni Janes, 2008